# Stanisław Taczak

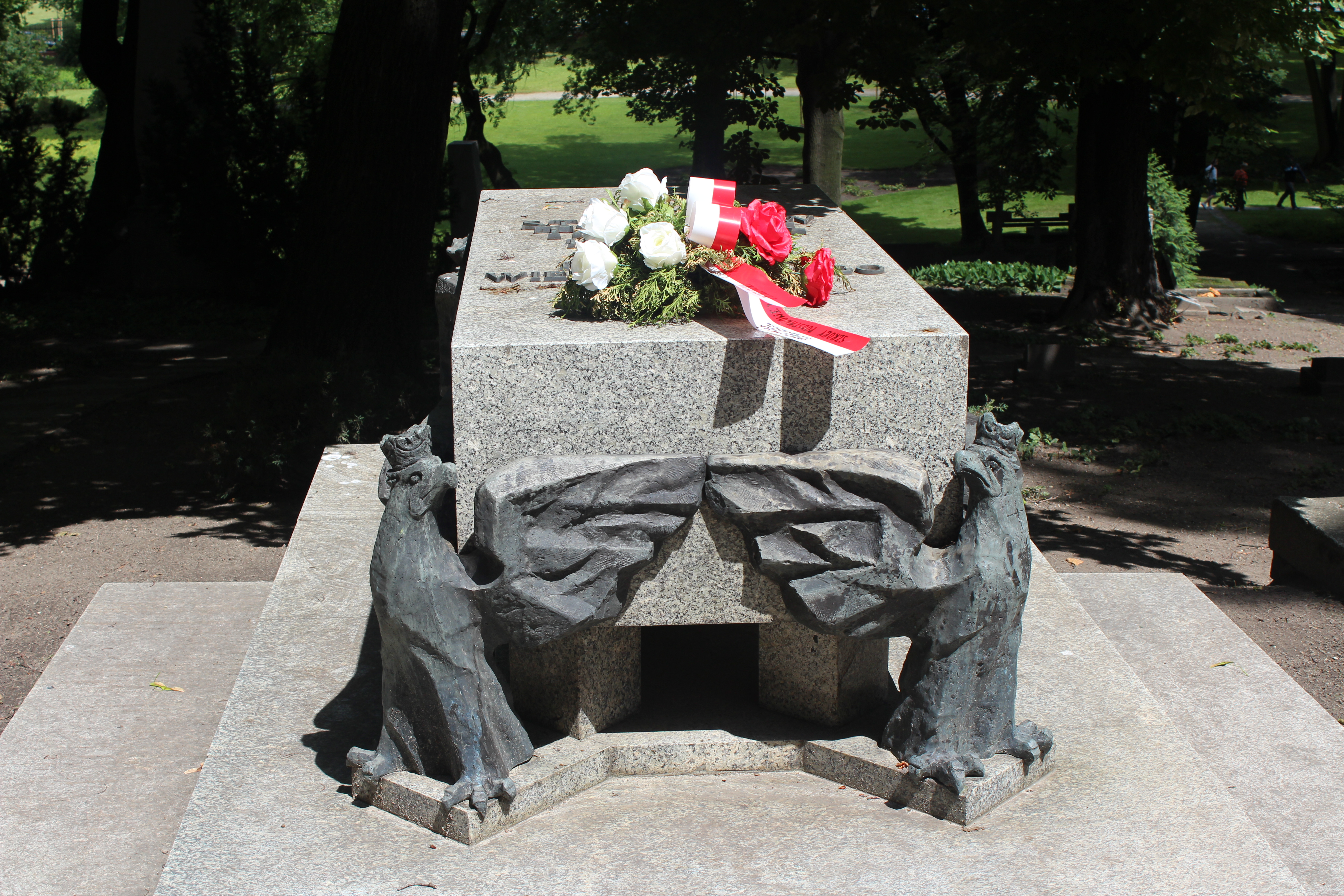
Nagrobek Stanisława Taczaka na cmentarzu Zasłużonych Wielkopolan

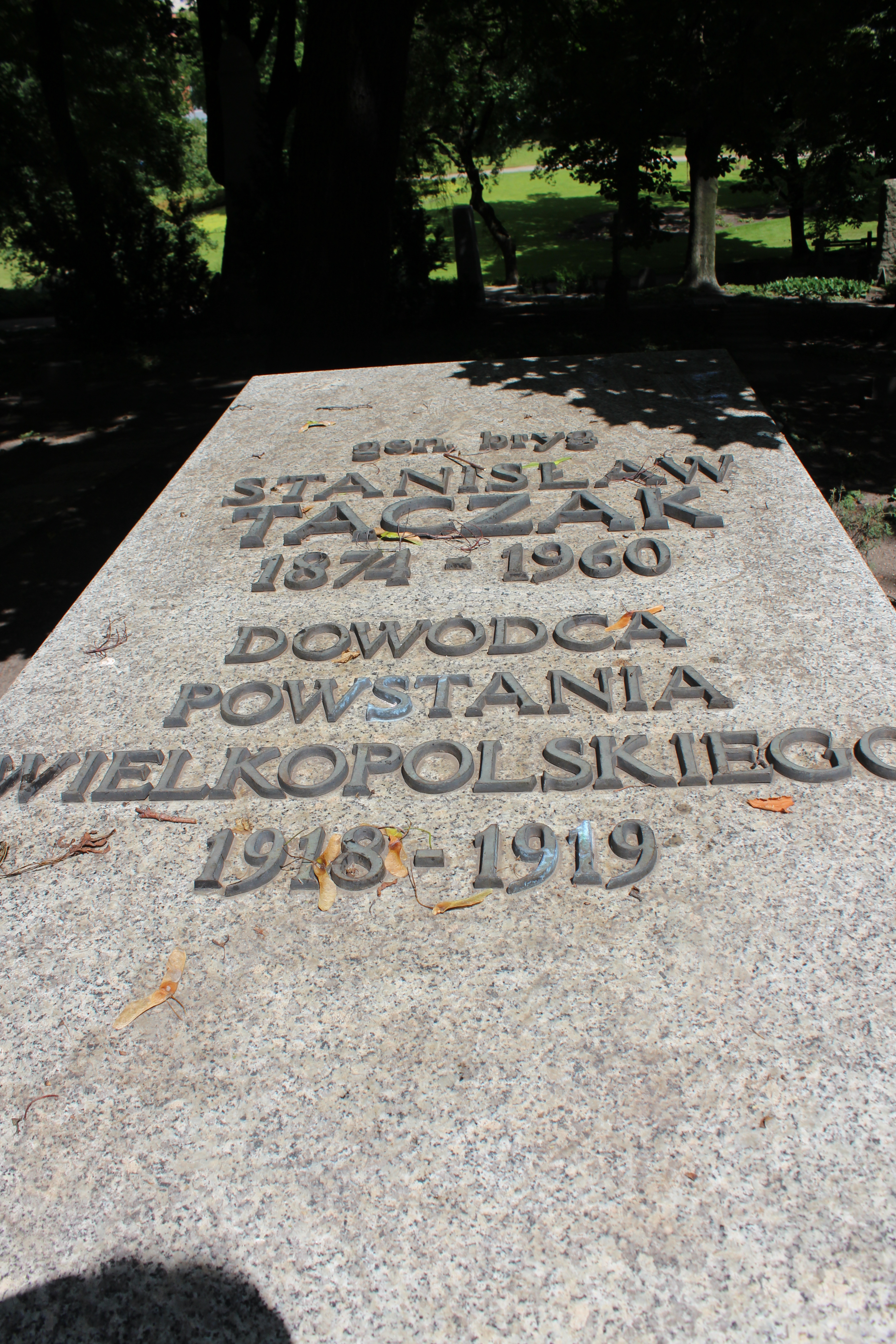
Płyta nagrobna

Stanisław Taczak (ur. 8 kwietnia 1874 w Mieszkowie, zm. 2 marca 1960 w Malborku) – kapitan piechoty Armii Cesarstwa Niemieckiego, pierwszy naczelny dowódca powstania wielkopolskiego i podpułkownik Armii Wielkopolskiej oraz generał brygady Wojska Polskiego, zastępca senatora wybrany w 1935 roku w województwie poznańskim, prezes Zarządu Głównego Związku Weteranów Powstań Narodowych RP 14/19 w 1932 roku.

## Życiorys

### Dzieciństwo i młodość
Był synem Andrzeja, właściciela restauracji, i Balbiny z Warasieckich, których grób znajduje się na cmentarzu parafialnym w Wolicy Pustej. W 1893 zdał maturę w Królewskim Gimnazjum w Ostrowie Wielkopolskim, gdzie należał do Towarzystwa Tomasza Zana, po czym rozpoczął studia na Akademii Górniczej we Freibergu, które ukończył w 1897, uzyskując tytuł inżyniera. Następnie pracował w zawodzie w kopalniach Westfalii, działając cały czas w polskich organizacjach patriotycznych. W 1898 został powołany do odbycia zasadniczej służby wojskowej w armii niemieckiej, zaś w 1899 został przeniesiony do rezerwy. W 1904 roku otrzymał promocję na podporucznika rezerwy, w 1913 na porucznika, a w 1915 na kapitana.

### I wojna światowa
W momencie wybuchu I wojny światowej został powołany do czynnej służby. 11 grudnia 1916, na własną prośbę, przydzielony został w charakterze instruktora do II batalionu 6 pułku piechoty Legionów Polskich, który stacjonował w Nałęczowie, a później w Dęblinie.
Z uznaniem odnosił się do starań marsz. Józefa Piłsudskiego o stworzeniu Wojska Polskiego, toteż od kwietnia 1917 roku aktywnie współtworzył Polską Siłę Zbrojną (Polnische Wehrmacht). Odkomenderowany do Inspekcji Wyszkolenia Polskiej Siły Zbrojnej, w grudniu tego roku został przewodniczącym Komisji Regulaminowej, tłumaczącej i opracowującej na użytek PSZ niemieckie regulaminy wojskowe.

### Dwudziestolecie międzywojenne
W listopadzie 1918 roku zgłosił się do dyspozycji Ministerstwa Spraw Wojskowych jako pierwszy Polak – oficer armii niemieckiej. 15 listopada 1918 został przyjęty do Wojska Polskiego i przydzielony do Oddziału VII Naukowego Sztabu Generalnego WP. 17 listopada był współorganizatorem manifestacji Polaków, byłych żołnierzy armii niemieckiej. Podczas tej manifestacji prowadził pochód przez Warszawę, krocząc w pierwszym szeregu, który niósł transparent z napisem „Łączmy się”. 27 grudnia 1918, w związku z wybuchem powstania wielkopolskiego przybył do Poznania, gdzie spotkał się z Wojciechem Korfantym, który po przedstawieniu sytuacji zaproponował mu w imieniu Komisariatu NRL, stanowisko tymczasowego naczelnego dowódcy powstania, z jednoczesną promocją na stopień majora. Pośrednikiem tego spotkania był ks. Teodor Taczak – brat Stanisława. Mjr Stanisław Taczak stanął na czele powstania, a jego największym zadaniem było zintegrowanie żywiołowo powstających oddziałów w jedną armię. Stworzył Sztab Generalny Armii Wielkopolskiej, oraz sformował dziewięć wielkopolskich Okręgów Wojskowych. 16 stycznia 1919 roku, z przyczyn personalnych (zbyt niski stopień) i politycznych (dopuszczał do organizacji rad żołnierskich), przekazał dowództwo gen. Józefowi Dowborowi-Muśnickiemu, samemu obejmując stanowisko drugiego kwatermistrza Okręgu Generalnego, a następnie zastępcy szefa sztabu. 2 lipca 1919 objął dowództwo 11 pułku Strzelców Wielkopolskich (po włączeniu Armii Wielkopolskiej w struktury WP, przemianowanego na 69 pułk piechoty), który stacjonował na froncie w pobliżu Rawicza.
14 stycznia 1920 w stopniu podpułkownika został sztabowym oficerem inspekcyjnym piechoty przy Dowództwie Okręgu Generalnego Poznań. W lutym 1920 został powołany do Ministerstwa Spraw Wojskowych, gdzie został przewodniczącym komisji weryfikującej oficerów WP, służących wcześniej w armii niemieckiej. Następnie powrócił na stanowisku dowódcy 69 pułku piechoty. 23 maja 1920, już jako pułkownik objął dowództwo XXXIV Brygady Piechoty. W czasie Bitwy Warszawskiej, w dniach 23–26 sierpnia 1920 pełnił obowiązki dowódcy 17 Dywizji Piechoty Wielkopolskiej. 22 stycznia 1921 powierzono mu dowództwo tej dywizji. 31 marca 1924 awansował na stopień generała brygady. W 1925 roku zamieszkał w Gnieźnie i objął dowództwo 17 Dywizji Piechoty. 9 października 1928 został zwolniony ze stanowiska dowódcy dywizji i mianowany dowódcą Okręgu Korpusu Nr II w Lublinie. 24 grudnia 1929 został zwolniony ze stanowiska dowódcy okręgu korpusu, a z dniem 28 lutego 1930 przeniesiony w stan spoczynku. Po zakończeniu służby wojskowej wrócił do Poznania, gdzie został prezesem Związku Weteranów Powstań Narodowych oraz przewodniczącym Okręgu Zarządu Straży Pożarnych i Towarzystwa dla Badań nad Historią Powstania Wielkopolskiego.

### II wojna światowa
Po wybuchu II wojny światowej, około 5 września 1939 wyjechał do Gniezna z zamiarem zgłoszenia się w dowództwie Armii „Poznań”. Około 9 września w Łowiczu dostał się do niewoli. Przebywał w kolejnych oflagach: Prenzlau, Colditz, Johanisbrunn i VII A Murnau, gdzie 29 kwietnia 1945 został uwolniony. Przyjęto go wówczas w szeregi Polskich Sił Zbrojnych na Zachodzie, a następnie wysłano na kurację do Nicei.

### Śmierć i upamiętnienie
Po zakończeniu kuracji w Nicei, w 1946 roku, powrócił do kraju. Zmarł 2 marca 1960 w Malborku, gdzie go pochowano. Następnie, po ekshumacji jego prochy przeniesiono na cmentarz Zasłużonych Wielkopolan na Wzgórzu św. Wojciecha przy kościele św. Józefa i klasztorze karmelitów bosych w Poznaniu. Stało się to za sprawą interwencji Czesława Knolla, uczestnika bitwy nad Bzurą, który dotarł do listu Taczaka i zawartej w nim informacji, że generał marzył o tym, by zostać pochowanym w Poznaniu. Przekonał do tego, początkowo sceptycznie nastawionego, prezydenta Poznania – Andrzeja Wituskiego. 30 listopada 1988 o godzinie 14.53 wylądował helikopter z prochami generała na zrewitalizowany wtedy cmentarz. Pogrzeb odbył się z honorami wojskowymi, jednak z powodów politycznych nie wziął w nim udziału żaden przedstawiciel wyższego rangą korpusu oficerskiego, z wyjątkiem generała brygady Józefa Tenerowicza.
16 stycznia 2009 roku, w Mieszkowie, w pobliżu domu rodzinnego pierwszego dowódcy powstania wielkopolskiego odsłonięto 2,5-metrowy pomnik gen. Stanisława Taczaka. Inicjatorem powstania pomnika był burmistrz Jarocina Adam Michał Pawlicki, a autorem spiżowego monumentu poznański rzeźbiarz Rafał Nowak. Uroczystość odsłonięcia pomnika poprzedziło nadanie imienia gen. Stanisława Taczaka miejscowej szkole podstawowej oraz poświęcenie sztandaru i odsłonięcie tablicy pamiątkowej.
Imię gen. Stanisława Taczaka noszą m.in. Szkoła Podstawowa Nr 62 w Poznaniu i Szkoła Podstawowa w Wąsowie. Jest również patronem ulic m.in. w: Bydgoszczy, Gorzowie Wielkopolskim, Mogilnie, Ostrowie Wielkopolskim, Krotoszynie, Poznaniu, Zbąszyniu i Szczecinie.
25 stycznia 2009 roku z okazji 90. rocznicy wybuchu powstania została odsłonięta tablica pamiątkowa poświęcona korporantom – powstańcom wielkopolskim, na której imiennie wymieniono dziesięć wybitnych postaci reprezentujących polski ruch korporacyjny. Na tablicy znalazły się nazwiska dwóch dowódców powstania gen. Józefa Dowbor-Muśnickiego i gen. Stanisława Taczaka oraz gen. Władysława Andersa, mec. dr Stanisława Celichowskiego, sędziego Sądu Najwyższego Kazimierza Daszyńskiego, prof. Wiktora Degi, por. rez. Feliksa Dropińskiego, ks. gen. Józefa Prądzyńskiego, płk. dr Bernarda Śliwińskiego i gen. prof. Ireneusza Wierzejewskiego.
Zjednoczenie Kurkowych Bractw Strzeleckich Rzeczypospolitej Polskiej od sześciu lat organizuje Memoriał Generała Stanisława Taczaka. 5 października 2008 roku odbyła się VI edycja tej imprezy, organizowana przez KBS Mieszków.
Oddział Wojewódzki Związku OSP RP Województwa Wielkopolskiego w Poznaniu w 2005 r. przyjął imię generała Stanisława Taczaka – pierwszego dowódcy powstania wielkopolskiego, wiceprezesa Zarządu Głównego Związku Straży Pożarnych oraz prezesa oddziału wojewódzkiego ZOSP w Poznaniu w latach 1930–1939.
Z dniem 25 czerwca 2010 imię generała Taczaka otrzymał 16 Batalion Remontu Lotnisk z Jarocina.
W styczniu 2019 imię gen. bryg. Stanisława Taczaka otrzymała 12 Wielkopolska Brygada Obrony Terytorialnej.

### Rodzina
W 1903 roku Stanisław Taczak poślubił Ewę Wichmann, córkę bogatego rentiera z Kołobrzegu, z którą miał dwoje dzieci. 26 lutego 1905 roku urodził się syn Stanisław Kazimierz (późniejszy rotmistrz kawalerii WP i autor pierwszego powojennego Przewodnika po Karpaczu i okolicach oraz jeden z pierwszych mianowanych po wojnie przodowników GOT). Rok później – 5 kwietnia 1906 przyszła na świat córka Aleksandra. Taczakowie byli bardzo zgodnym i oddanym rodzinie małżeństwem. Jego młodszym bratem był działacz społeczny – ks. prałat prof. dr Teodor Taczak.

## Awanse
- podporucznik – 1904
- porucznik – 1913
- kapitan – 1915
- major – 1918
- podpułkownik – 1920
- pułkownik – 1920
- generał brygady – 31 marca 1924 ze starszeństwem z 1 lipca 1923 i 16 lokatą w korpusie generałów

## Ordery i odznaczenia
- Order Orła Białego (pośmiertnie, 18 grudnia 2018)[15][16]
- Krzyż Srebrny Orderu Wojskowego Virtuti Militari[17] (20 maja 1921)[18]
- Krzyż Wielki Orderu Odrodzenia Polski (pośmiertnie, 18 grudnia 1998)[19]
- Krzyż Komandorski Orderu Odrodzenia Polski[17] (10 listopada 1928)[20][21]
- Krzyż Niepodległości[17] (20 lipca 1932)[22]
- Krzyż Walecznych (dwukrotnie[17], po raz pierwszy 1921)[23]
- Złoty Krzyż Zasługi[17] (22 grudnia 1933)[24]
- Medal Pamiątkowy za Wojnę 1918–1921[17]
- Medal Dziesięciolecia Odzyskanej Niepodległości[17]
- Kawaler Orderu Legii Honorowej[17] (Francja, 1921)[25]